# Закобель
Закобель (пол. Zakobiel) — село в Польщі, у гміні Нове Място Плонського повіту Мазовецького воєводства.
Населення — 57 осіб (2011).
У 1975-1998 роках село належало до Цехановського воєводства.

## Демографія
Демографічна структура станом на 31 березня 2011 року:
|          | Загалом | Допрацездатний вік | Працездатний вік | Постпрацездатний вік |
| -------- | ------- | ------------------ | ---------------- | -------------------- |
| Чоловіки | 25      | 7                  | 17               | 1                    |
| Жінки    | 32      | 9                  | 15               | 8                    |
| Разом    | 57      | 16                 | 32               | 9                    |